# پروانه و یوغ
پروانه و یوغ نمایشنامه‌ای از محمد چرمشیر است که در سال ۱۳۹۲ توسط نشر نی به چاپ رسیده‌است.
پروانه و یوغ یکی از آثار چرم‌شیر است که با درون‌مایه و محتوایی پرشور و حظ‌برانگیز توانسته زندگی نقاش بزرگ و تصویرگر پرشور و حال مکتب امپرسیونیسم یعنی ونسان ون‌گوگ را که زندگی پرشور و حالی داشت و عمری در آرام فرسایش‌گاه‌ها گذراند، بر عرصه کاغذ بیاورد. ونگوگ به روایت چرمشیر پیش از آن‌که نقاش بزرگی باشد یک فیلسوف رمانتیک است که شرح حال مرگامرگی‌اش با برادرش تئو زبان‌زد خاص و عام است. زندگی این دو برادر در روایت چرمشیر، ابعاد تازه‌ای یافته‌است. مکتب امپرسیونیسم و حتی نئوامپرسیونیسم که تاریخ نقاشی مدرن را متحول ساخت و حتی خود به‌گونه‌ای واضح و آشکار، دفتر تاریخ هنر نقاشی نوین را ورقی دیگر زد، وام‌دار این آرتیست هلندی است.
چرمشیر با قلم محکم و دراماتیکش زندگی این دو برادر را که سرشار از لحظات نمایشی است، بازگو کرده‌است و خواننده می‌تواند با نگاه بر نمایش پروانه و یوغ به‌خوبی به لحظه‌لحظه زندگی ونسان ونگوگ پی ببرد.

## داستان
همه اتفاقات متن حول محور شخصیت ونسان ون‌گوگ می‌گذرد؛ انسانی که مازاد بر بودن خودش، درد و رنجی را احساس می‌کند. به‌جز دکتر تاشه و برادر ون‌سان دیگر شخصیت‌ها ساخته ذهن نویسنده هستند. تئو برادر ون‌سان نزدیک‌ترین شخص به ناخودآگاه ونسان است. دکتر تاشه نیز جزو اولین پزشکانی بوده‌است که دیدگاهش به سمت بیماران روحی روانی توجه داشته‌است. ونسان زمانی با این پزشک آشنا می‌شود که معنویات را رد کرده‌است.

بخشی از دیالوگ ونسان در این نمایشنامه:
دیوارها بلندن، سرد و بلند. آسمون پیدا نیست. مردها روی سنگفرش راه می‌رن. توی یه دایره راه می‌رن. زمین رو نگاه می‌کنن. حرف نمی‌زنن. گوش می‌دن به صدای کفش‌ها که روی زمین کشیده می‌شه. من اون‌جام. میون اون مردها. توی دایره راه می‌رم. زمین رو نگاه می‌کنم. حرف نمی‌زنم. گوش می‌دم به صدای کفش‌ها که روی زمین کشیده می‌شه. آسمونو نگاه می‌کنم. آسمون پیدا نیست. هیچ‌چی پیدا نیست.

## اجراها
این نمایشنامه در سالن‌های تئاتر شهرهای مختلف به روی صحنه رفته‌است. همچنین این نمایشنامه در سایر کشورها و با مشارکت گروه‌های خارجی نیر به اجرا درآمده‌است.